# Barthood
Barthood (с англ. — «Бартство») — девятый эпизод двадцать седьмого сезона мультсериала «Симпсоны». Вышел в эфир 13 декабря 2015 года в США на телеканале FOX. Серия пародирует фильм 2014 года «Отрочество».

## Сюжет
Барту 6 лет, он лежит на траве вместе с Гомером, смотрит на небо и расспрашивает о том, как устроен мир. Этот ребёнок всячески нервирует и травмирует своего отца, поэтому его на какое-то время отвозят к дедушке. Барт просит дедушку поиграть с ним в машинки и дед вспоминает о своей машине, которую он купил в 1954 году абсолютно новой и забыл о ней. Они вместе с Бартом отправляются кататься на машине.
Проходит два года. У Барта плохо получается читать, к нему ходит репетитор по чтению профессор Фринк. Лиза, которая младше брата на два года, уже читает идеально. Это беспокоит Барта. Однажды Лиза рисует кораблик, который Мардж помещает в рамку и вешает на стену над диваном. Барту тоже хочется произвести впечатление на родителей и привлечь к себе внимание, он рисует картину на кухне во всю стену, прямо поверх мебели… Гомер и Мардж отправляются к психологу, чтобы понять причину такого поведения их сына. Психолог объясняет, что это связано с недостатком внимания со стороны отца, и советует Гомеру взять с собой Барта, например в поход в лес. Гомер и Барт отправляются в поход, однако просто поселяются в мотеле, где и проводят все выходные. Гомер всё это время смотрит спортивные передачи по телевизору, а Барт сидит в кресле и развлекает сам себя. Вернувшись домой, Гомер узнаёт, что Лиза стала учеником месяца в школе, он очень горд.
12-й день рождения Барта. Лизе приходит сообщение о том, что она 48-й месяц подряд ученик месяца. Барт злится, что она портит даже его день рождения. Он убегает кататься на скейте с Милхаусом, попутно разбивая уличные фонари. Их накрывает полиция, Милхауса арестовывают и отправляют в колонию для несовершеннолетних. Барт прячется у деда в доме престарелых, который тогда же дарит внуку велосипед.
Барту 15 лет. Мардж и Лиза уезжают в летний лагерь, Гомер и сын остаются дома. Гомер пробует серьёзно поговорить с ним, однако у него ничего не получается и он просто уходит к Мо, а Барт устраивает дома вечеринку. Через какое-то время наверху в комнате он обнаруживает своего отца, курящего марихуану. Гомер пытается объяснить Барту, что он сам такой же, как и Барт — непонятый маленький мальчик. Кажется, что в этот момент они примиряются, однако Гомер говорит несколько глупостей и опять всё портит. Барт отправляется за советом к деду на кладбище. Дедушка в видении советует найти своё дело и заниматься им до победы. Барт решает профессионально заняться экстремальным велосипедным спортом, но во время исполнения трюка он видит тень Лизы, падает и теряет сознание…
Проходит какое-то время. Барт рисует карикатуры на пирсе. На вечеринке по поводу своего выпускного Милхаус делает Лизе комплимент, говоря, что она здесь лучшая. Это опять ранит Барта, потому что вообще-то это он лучший друг Милхауса, а теперь он опять второй после сестры. Теперь Лиза начинает злиться. Она отчитывает брата за то, что он винит её во всех своих бедах, также заявляет ему, что он хороший художник, однако не использует свой талант…
Проходит ещё несколько лет. У Барта теперь свой магазин по тюнингу велосипедов. К нему заходят Лиза и Нельсон, которые теперь встречаются. Барт рассказывает, что после того случая на вечеринке не злится больше на сестру.
В конце серии пьяный Барт и накуренный Гомер лежат на траве, они смотрят на небо и рассуждают о жизни.

## Приём
Серия получила рейтинг 2.4, в день премьеры её посмотрело в общей сложности 5.97 млн человек, что делает её самым популярным шоу на телеканале FOX в тот вечер.
Деннис Перкинс с сайта The A.V. Club поставил эпизоду C, он отметил, что «серия особенно впечатлила упущенными возможностями», ведь она пародирует фильм «Отрочество», но совершенно не использует этот потенциал: «здесь были старые шутки персонажей, но с использованием различных причёсок».
Тони Сокол с сайта Den of Geek оценил серию в 4 из 5, заметив, что обычно «Симпсоны» используют пародии для безумия, но не в этот раз, тем не менее назвал эпизод «вдохновенным, умным и смешным».